# RFkill

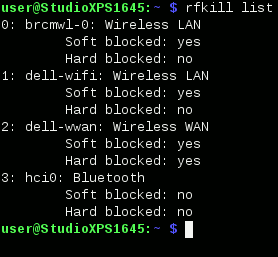
rfkill listet Gerätezustände (rfkill list)

RFkill ist ein Subsystem des Linux-Kernels, das Ausschalter für kabellose Kommunikationsgeräte unterstützt.
Es besteht einerseits aus einem Treiberteil und einer generischen Programmierschnittstelle (API) sowie zum Umschalten und Abfragen von Blockierungsstatus aus dem Benutzer-Modus andererseits einer zeichenorientierten Gerätedatei (befindlich unter /dev/rfkill) und dem darauf aufbauenden Hilfsprogramm rfkill.

## Funktionalität
Als wichtigste Funktion ermöglicht es das Passiv-Schalten einer oder aller angeschlossenen Sendeeinheiten (Flugzeugmodus) über entsprechende, dedizierte Tasten(kombinationen) oder Schalter, die sich insbesondere bei tragbaren Rechnern finden.
Weiterhin dient es der Benachrichtigung über momentane Deaktivierungszustände der Kommunikationsgeräte.
Geräte können durch eine „Soft“- (vergleiche software) oder eine „Hard“-Blockierung (vergleiche hardware) an jeglicher Aussendung gehindert werden.
Eine Soft-Blockierung deaktiviert Schnittstellen (ifconfig wlan0 down) und verhindert eine Reaktivierung (up). Im Unterschied zu einer Hard-Blockierung kann es durch Software umgeschaltet werden.

## Geschichte
RFkill wurde im Mai 2007 erstmals veröffentlicht und ab Version 2.6.22 mit dem Linux-Kernel geliefert.
Größere Umbauten erfolgten für Version 2.6.27 und 2009 wurde es vollständig neugeschrieben (Linux 2.6.31).
Linux 2.6.32 enthielt die erste veröffentlichte Version 0.1 des Hilfsprogramms rfkill von Johannes Berg.
Im Mai 2009 wurde die Gerätedatei eingeführt (Linux 2.6.33).